# 류해운

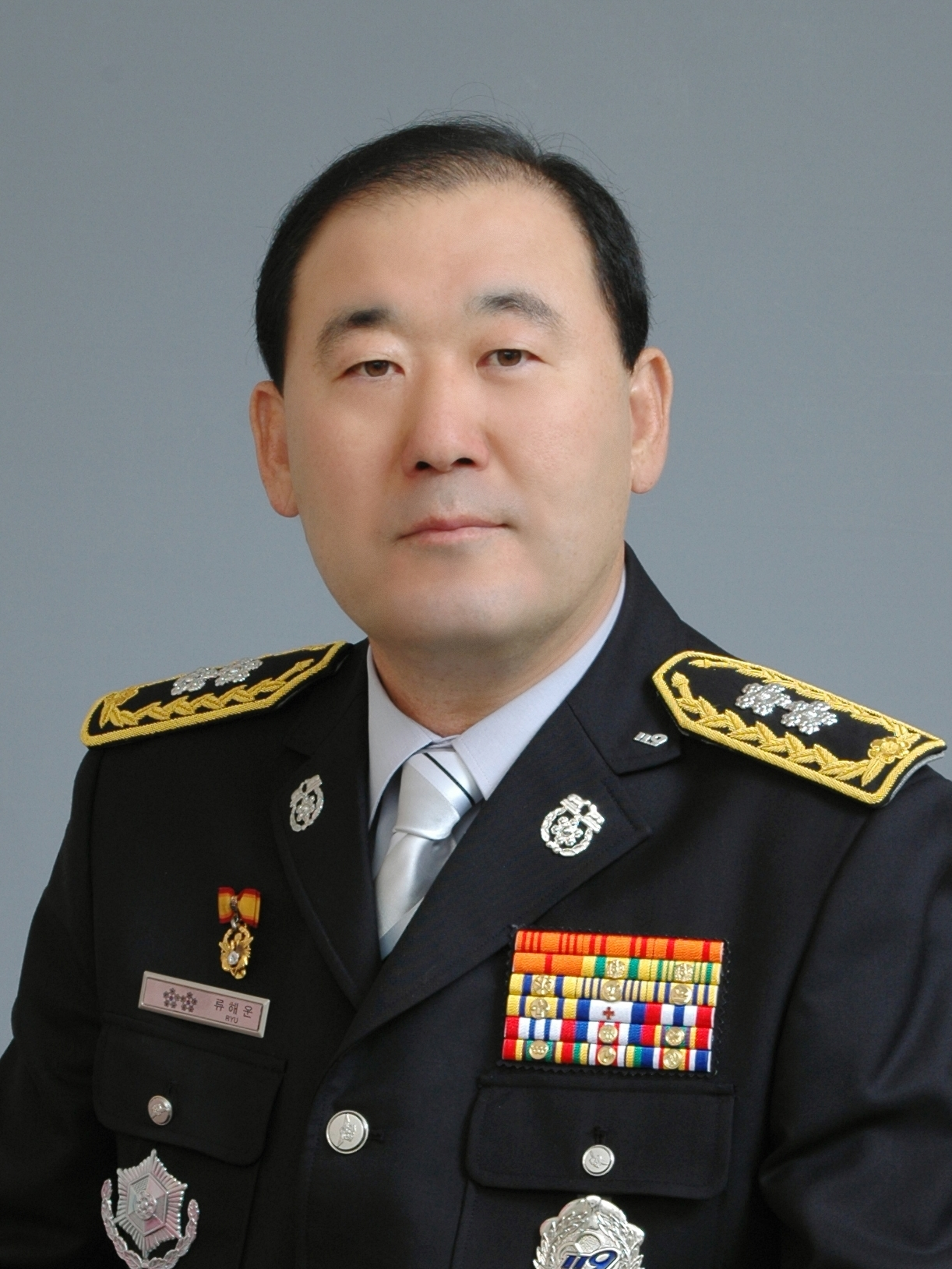
2012년, 제26대 부산소방안전본부 본부장

류해운(柳海雲, 1958. 4. 2. ~ )은 대한민국의 소방공무원, 준정부기관인이다. 경상남도 진주시 출신으로 1983년 2월 22일 제3기 소방간부후보생으로 임관하여 거창, 통영, 마산소방서장, 중앙119구조대장, 울산소방본부장, 경남소방본부장, 대구소방본부장, 중앙소방학교장, 제26대 부산소방본부장, 제12대 대한소방공제회 이사장을 역임하였다.

## 학력
- 진주 동명고등학교(1976)
- 창원대학교 사회학과(1999)
- 인제대학교 대학원 법학과, 법학석사(2001)
- 인제대학교 대학원 법학과, 박사과정 수료(2008)

## 경력
- 소방간부후보생 3기 (1983)
- 거창․통영․마산소방서장 (1999)
- 소방방재청 중앙119구조대장 (2004)
- 울산소방본부장 (2006) - 소방준감
- 경남소방본부장 (2007)
- 소방방재청 구조구급과장 (2008)
- 소방방재청 소방산업과장 (2010)
- 대구소방본부장 (2011)
- 중앙소방학교장 (2012.2)
- 제12대 대한소방공제회 이사장

## 포상
- 홍조근정훈장(2008)
- 대통령표창(2002)